# Myteen
MYTEEN (Hangul: 마이틴; rr: maitin; forma contraída de Make Your Teenager) foi um grupo sul-coreano formado pela Music Works em 2016 e que teve seu lançamento em 2017, quando lançaram seu primeiro álbum MYTEEN Go!. O grupo foi composto por seis membros: Chunjin, Eunsu, Kim Kookheon,Junseop, Song Yuvin e Hanseul  Lee Taevin. O nome do grupo é uma junção das palavras "MY" e "TEENAGER" e significa que o grupo é composto de ídolos que são vibrantes e brilhantes como adolescentes.
MYTEEN teve seu fim em 20 de agosto de 2019.

## História

### Pré-Debut
Song Yuvin participou do programa Superstar K6 em 2014, onde terminou no TOP4. Mais tarde se juntou a Music Works  e estreou como solista com o single "To The Bone It's You", com participação de Minhyuk do BTOB, em 30 de maio de 2016 . Semanas depois, a Music Works anunciou que Song Yuvin iria debutar em um grupo masculino, na primeira metade de 2017, chamado MYTEEN . Os sete membros, Lee Taevin, Chunjin, Eunsu, Kim Kookheon, Shin Junseop, Hanseul e Song Yuvin, foram anunciados no programa, de Baek Ji-young, Andante, onde performaram sua nova música "Amazing" (Hangul: 어마어마하게). 
Para continuar a promover o seu grupo, Myteen performou em escolas médias e secundárias selecionadas em cada região da Coréia do Sul como parte de sua turnê "Follow Myteen" entre outubro e novembro de 2016.  Em janeiro de 2017, realizaram seu primeiro fan meeting internacional em Hong Kong e tiveram seu primeiro reality show, Trainee Escape Project - Myteen GO! ( Hangul :  연습생 탈출 프로젝트 - 마이 틴 GO! ), exibido no  MBC Music. 

### 2017:MYTEEN Go!eMIXNINE
O grupo teve sua estréia oficial em 26 de julho com o lançamento de seu primeiro EP nomeado MYTEEN Go!, que contém sete faixas, sendo "Amazing" sua faixa título. O grupo então fez sua fase de estréia oficial no dia seguinte no programa de música M Countdown. 
Em outubro de 2017, quatro membros (Chunjin, Eunsu, Kookheon e Junseop), participariam do programa de sobrevivência MIXNINE, onde apenas três (Chunjin, Kookheon and Junseop) passaram nas audições, ficando no Top 170. Chunjin e Junseop foram eliminados nos episódios 7 e 10, respectivamente, enquanto Kookheon chegou na final, porém não participou do grupo finalista. 

### 2018:F;UZZLE,fandome cores
Myteen lançou seu segundo EP F;UZZLE em 10 de julho, que contém um total de sete faixas, sendo "She Bad" a faixa título. O primeiro estágio de promoção foi ao ar um dia depois, no programa de música Show Champion. 
Em 29 de junho, foram divulgadas as cores oficiais do grupo, que seriam amarelo, roxo e azul (My Yellow (PANTONE 2001C), Blue in Youth (PANTONE 290C) e Your Purple (PANTONE 2562C), respectivamente). logo em seguida, em 12 de julho, foi revelado o nome oficial do fandom do grupo e seu significado. O nome é You"th e contém dois significados:
- 1. You" (pessoa grata): expressa a gratidão aos fãs por apoiarem o MYTEEN.
- 2. YOUTH (juventude): MYTEEN quer passar a juventude deles com os fãs.

## Membros
- - Chunjin (천진)
  - Eun-su (은수)
  - Kim Kookheon (김국헌)
  - Shin Junseop (신준섭)
  - Song Yuvin (송유빈)
  - Hanseul (한슬)

## Ex Membro
- - Lee Taevin (이태빈)

## Discografia
Mini-Albuns
- 2017: MYTEEN GO!
- 2018: F;UZZLE

## Filmografia
Reality Shows
- 2016-present: MYTEEN Show
- 2017: MYTEEN GO!

Web Series
- 2018: TEENTIME
- 2018: F;ound My Pieces

## Ligações Externas
- «MYTEEN» (em coreano). no Facebook
- «MYTEEN» (em coreano). no Twitter
- «MYTEEN» (em coreano e inglês). no Fan Cafe
- MYTEEN no YouTube